# Одесская АТЭЦ
Одесская атомная теплоэлектроцентраль — недостроенная атомная теплоэлектроцентраль, расположенная рядом с городом Теплодар Одесской области Украины возле Барабойского водохранилища в 25 км западнее Одессы. Два планировавшихся энергоблока с реакторами ВВЭР-1000 должны были вырабатывать электроэнергию для одесского региона, а также снабжать теплом Одессу, Ильичёвск (ныне Черноморск) и сам Теплодар. Планируемая электрическая мощность станции 2000 МВт, тепловая — 6000 МВт.

## История строительства
Город Теплодар начал строиться в 1980-х годах как инфраструктура атомной электростанции.
После аварии на Чернобыльской АЭС руководство Советского Союза приняло решение станцию под Одессой не строить.
Строительство полностью было остановлено в 1989 году.

## События, происходившие после остановки строительных работ
В Теплодар начали переселять лиц, пострадавших от Чернобыльской аварии..

## Информация об энергоблоках
| Энергоблок | Тип реакторов | Мощность | Мощность | Начало строительства                               | Подключение к сети                                 | Ввод в эксплуатацию                                | Закрытие                                           |
| Энергоблок | Тип реакторов | Чистый   | Брутто   | Начало строительства                               | Подключение к сети                                 | Ввод в эксплуатацию                                | Закрытие                                           |
| ---------- | ------------- | -------- | -------- | -------------------------------------------------- | -------------------------------------------------- | -------------------------------------------------- | -------------------------------------------------- |
| Одесса-1   | ВВЭР-1000     | 900 МВт  | 940 МВт  | Подготовка к сооружению остановлена в конце 1980-х | Подготовка к сооружению остановлена в конце 1980-х | Подготовка к сооружению остановлена в конце 1980-х | Подготовка к сооружению остановлена в конце 1980-х |
| Одесса-2   | ВВЭР-1000     | 900 МВт  | 940 МВт  | Подготовка к сооружению остановлена в конце 1980-х | Подготовка к сооружению остановлена в конце 1980-х | Подготовка к сооружению остановлена в конце 1980-х | Подготовка к сооружению остановлена в конце 1980-х |